# Jean-Loup Philippe
Pour les articles homonymes, voir Philippe.
 (janvier 2024).
La mise en forme du texte ne suit pas les recommandations de Wikipédia : il faut le « wikifier ».
Les points d'amélioration suivants sont les cas les plus fréquents. Le détail des points à revoir est peut-être précisé sur la page de discussion.
- Les titres sont pré-formatés par le logiciel. Ils ne sont ni en capitales, ni en gras.
- Le texte ne doit pas être écrit en capitales (les noms de famille non plus), ni en gras, ni en italique, ni en « petit »…
- Le gras n'est utilisé que pour surligner le titre de l'article dans l'introduction, une seule fois.
- L'italique est rarement utilisé : mots en langue étrangère, titres d'œuvres, noms de bateaux, etc.
- Les citations ne sont pas en italique mais en corps de texte normal. Elles sont entourées par des guillemets français : « et ».
- Les listes à puces sont à éviter, des paragraphes rédigés étant largement préférés. Les tableaux sont à réserver à la présentation de données structurées (résultats, etc.).
- Les appels de note de bas de page (petits chiffres en exposant, introduits par l'outil «  Source ») sont à placer entre la fin de phrase et le point final[comme ça].
- Les liens internes (vers d'autres articles de Wikipédia) sont à choisir avec parcimonie. Créez des liens vers des articles approfondissant le sujet. Les termes génériques sans rapport avec le sujet sont à éviter, ainsi que les répétitions de liens vers un même terme.
- Les liens externes sont à placer uniquement dans une section « Liens externes », à la fin de l'article. Ces liens sont à choisir avec parcimonie suivant les règles définies. Si un lien sert de source à l'article, son insertion dans le texte est à faire par les notes de bas de page.
- La présentation des références doit suivre les conventions bibliographiques. Il est recommandé d'utiliser les modèles {{Ouvrage}}, {{Chapitre}}, {{Article}}, {{Lien web}} et/ou {{Bibliographie}}. Le mode d'édition visuel peut mettre en forme automatiquement les références.
- Insérer une infobox (cadre d'informations à droite) n'est pas obligatoire pour parachever la mise en page.

Pour une aide détaillée, merci de consulter Aide:Wikification.
Si vous pensez que ces points ont été résolus, vous pouvez retirer ce bandeau et améliorer la mise en forme d'un autre article.
Jean-Loup Philippe, né le 24 mars 1934 à Paris et mort le 3 février 2025 à Poissy,,, est un acteur, metteur en scène et poète français.

## Filmographie sélective

### Cinéma
- 1956 : En effeuillant la marguerite de Marc Allégret : un ami de Daniel (non crédité)
- 1957 : Escapade de Ralph Habib : Philippe
- 1958 : Une manche et la belle d'Henri Verneuil : Bob Farnwell
- 1961 : Aimez-vous Brahms ? (Goodbye Again) d'Anatole Litvak : un jeune homme au club
- 1962 : L'Itinéraire marin de Jean Rollin (film inachevé)
- 1963 : Les Bonnes Causes de Christian-Jaque : l'ami de Gina
- 1964 : Les Gros Bras de Francis Rigaud : Éric (le frère de Barbara)
- 1968 : Le Viol du vampire de Jean Rollin : le docteur Samsky (un chirurgien nécromancien) (non crédité)
- 1975 : Lèvres de sang de Jean Rollin : Frédéric (+ adaptation/dialoguiste avec Jean Rollin)
- 1975 : Le Sexe qui parle de Claude Mulot : Éric
- 1979 : Un jour un tueur de Serge Korber : Fabrizio
- 1981 : Fugues mineures (Les Paumées du petit matin) de Jean Rollin
- 1992 : Killing Car de Jean Rollin : l'antiquaire.
- 2007 : La Nuit des horloges de Jean Rollin : un spectre.
- 2013 : Bien profond dans ton âme de Jean Adrien Espiasse : L'Empereur

### Télévision
- 1964 : Mademoiselle Molière, téléfilm de Jean-Paul Sassy : le baron
- 1966 : Au théâtre ce soir : Les portes claquent de Michel Fermaud, mise en scène Christian-Gérard, réalisation Pierre Sabbagh, Théâtre Marigny : Georges
- 1967 : Salle n° 8, série télévisée de Robert Guez et Jean Dewever : un patient (ép. 38)
- 1977 : Cinq à sec, série télévisée de Michel Fermaud : Blanchard

## Théâtre

### Comédien
- 1956 : Thé et Sympathie, avec Ingrid Bergman, adaptation française par Roger Ferdinand de la pièce américaine de Robert Anderson, mise en scène de Jean Mercure, Théâtre de Paris : Tom
- 1959 : Spectacle Jean Tardieu, mise en scène Jacques Polieri, Théâtre de l'Alliance française
- 1960 : Le Centre de Jean-Pierre Faye, Orchestration théâtrale de Fernando Arrabal, Comédie intrigante de Jean Thibaudeau, mise en scène Jacques Polieri, Théâtre de l'Alliance française
- 1960 : À vous Wellington d'après Willis Hall, mise en scène François Maistre, Théâtre du Vieux-Colombier
- 1961 : Les portes claquent de Michel Fermaud, 1961 avec Yvonne Clech
- 1977 : Cinq à sec de Michel Fermaud
- 1985 : La Nuit remue (spectacle poétique d'après les écrits de Henri Michaux), mise en scène de Jean-Loup Philippe, Maison de la Poésie
- Les «ils»
- À vous Wellington

### Metteur en scène
- 1985 : La Nuit remue (spectacle poétique d'après les écrits de (Henri Michaux), mise en scène de Jean-Loup Philippe, Maison de la Poésie
- Les «ils»
- Le domaine poétique 1962
- Nus et bleu
- Monsieur le Monde Théâtre de L'Île Saint-Louis 2013
- Monsieur le Monde Théâtre du Nord-Ouest Paris 2014
- Le cirque de Lilliput Spectacle musical écrit, mis en scène et dit par de Jean-Loup Philippe avec Fred Wall°ich au saxophone et Jean-Michel Levy à la guitare La ferme du château Dracy-sur-Ouanne 2014.
- Le cirque de Lilliput 2015 Spectacle musical écrit, mis en scène et dit par Jean-Loup Philippe avec Victor Mignard au violoncelle Théâtre du Nord-Ouest Paris
- Le cirque de Lilliput 2016 Spectacle musical écrit, mis en scène et dit par Jean-Loup Philippe avec Victor Mignard au violoncelle Galerie le Pavé d'Orsay Paris.

## Publications
- Mémoire de sang, Fleuve noir, coll. « Frayeur » no 19, 1995, 157 p.,  (ISBN 2-265-00278-X).
- Le Papierha, illustré de cinq gravures originales de Bernard Quentin, Éditions Athmy, 2002.
- Monsieur Loup - Éditions Caractères, 2004.
- Kioko livre d'artiste - Éditions Arichi, Paris 2012.
- Les invisibles livre d'artiste Existe en cinq exemplaires Jean-Loup Philippe avec Fuad Kapidzic - Éditions de la paupière 2014.
- Les conte(s) de la Francophonie - Éditions Pascal Paris 2015.
- Barbe bleue livre pièce de théâtre de Jean-Loup Philippe - Éditions Harmattan Paris 2016.
- La terreur de vivre livre d'artiste Jean-Loup Philippe avec Bernard Deveaux.
- Entracte livre d'artiste Jean-Loup Philippe avec Laurence Imbert D.
- La chute livre d'artiste Jean-Loup Philippe avec Laurence Imbert D.
- Tous deux tout contre livre d'artiste Jean-Loup Philippe avec Laurence Imbert D.
- Le murmure des pierres livre d'artiste Sur un poème de Jean-Loup Philippe écrit à la main par l'auteur. Existe en deux exemplaires.
- Traces livre d'artiste Jean-Loup Philippe avec Laurence Imbert D.
- La rumeur du mur livre d'artiste - Sur un poème de Jean-Loup Philippe 10 exemplaires
- L'hospice des mots livre d'artiste 30 exemplaires, Éditions Ottezec, Paris 2004. 12 reproductions des « chambres »[ gouaches collages ] de Cozette Chamoy.
- Les aventures de Monsieur Loup et Candide - Éditions Broca, Paris 2012.
- Monsieur Loup, le marcheur de rêves Suite du voyage - Éditions AkR, 2007.
- Monsieur le Monde livre pièce de théâtre - Éditions L'Harmattan, Paris 2012.
- Monsieur le Monde livre d'artiste Jean-Loup Philippe avec Albert Guzman - Éditions Atelier Felt, 1999
- Voyage en incertain livre d'artiste avec Krasno, - Préface de Jean Tardieu - Éditions de la Grand’rue, 1976.
- Les Ils livre d'artiste et pièce de théâtre - Éditions Jean-Michel Place, 1980.
- Combat sur la lune livre d'artiste Jean-Loup Philippe avec Corneille - Éditions Georges Fall, 1987.
- La serre livre d'artiste Jean-Loup Philippe avec Philippe Collage - Éditions Georges Fall 1989.
- Le marin livre d'artiste Jean-Loup Philippe avec Laurence Imbert, 1990.
- O livre d'artiste Jean-Loup Philippe avec Bertini - Éditions du Castel d’Eau, 1992
- Mandibules livre d'artiste Jean-Loup Philippe avec Constantin Xénakis - Éditions Loup, 1993.
- Les forêts de la mémoire livre d'artiste Jean-Loup Philippe avec Segui - Éditions La manière noire, 1994.
- La complainte des machines à coudre livre d'artiste Jean-Loup Philippe avec Cozette de Charmoy - Éditions Loup, 1994.
- Le presque pas d’un petit rien livre d'artiste Jean-Loup Philippe avec Laurence Imbert - Éditions du petit pas, 1995.
- Dits de manière noire livre d'artiste Jean-Loup Philippe avec Roncetel - Éditions La manière noire, 1997.
- La déchirure livre d'artiste Jean-Loup Philippe avec Jean Miotte - Éditions Dorothéa Keeser, 1998.
- Le chapeau vert de Juanito livre d'artiste Jean-Loup Philippe avec Segui - Éditions Dutrou, 1998.
- Monsieur Fluche livre d'artiste  Jean-Loup Philippe avec Gaëlle Pelachaud - Éditions Rafael Andrea, 1998.
- Nuit Lapone livre d'artiste Jean-Loup Philippe avec Victor Laks - Éditions Del Arco, 2000.
- Opera cannibale livre d'artiste Jean-Loup Philippe avec Jean-Yves Bosseur et Laurence Imbert, 2001.
- La réparation livre d'artiste Jean-Loup Philippe avec Shirley Scharoff - Atelier René Tazé, 2001.
- Larmes à petits flots livre d'artiste Jean-Loup Philippe avec Riopelle - Éditions Atelier Felt, 2002.
- Bandonéon livre d'artiste Jean-Loup Philippe avec Victor Laks - Éditions Del Arco, 2002.
- Les oubliés Jean-Loup Philippe - Éditions AkR, 2005.
- Papier mâché en la colle de l'oublie livre d'artiste - Jean-Loup Philippe - Éditions Bernard Lafabrie, 2006.
- Le doux appris de l'amour d’Heloise et Abelard livre d'artiste Jean-Loup Philippe avec Bertini, 2006.
- Corps éclatés livre d'artiste Jean-Loup Philippe avec Laurence Imbert.
- Qu’est-ce qui me prend ? livre d'artiste Poème de Jean-Loup Philippe Estampes Bernard Deveaux.
- Les voleurs d’étreintes livre d'artiste - Jean-Loup Philippe Gravures d’Annick Butrée.
- La ritournelle des machines à laver livre d'artiste - Jean-Loup Philippe Estampes de Bernard Deveaux.
- Encre livre d'artiste Jean-Loup Philippe - Dessins de Ichiro Sato Tessen - Éditions Arichi 2012.
- A petits pas livre d'artiste - Jean-Loup Philippe - Gouaches de Laurence Imbert.
- A saint Germain-des-Prés livre d'artiste - Jean-Loup Philippe Sérigraphies de Segui - Éditions Del Arco.
- Couleurs livre d'artiste - Jean-Loup Philippe Sérigraphies de Jean Miotte - Éditions Del Arco.
- La chambre close livre d'artiste - Jean-Loup Philippe Dactylo-poèmes de Henri Chopin - Éditions Alzace-Lozeres.
- Mémoire de sang roman de Jean-Loup Philippe, Collection Frayeur dirigée par Jean Rollin - Éditions Fleuve Noir 1995.
- Les oubliés roman Jean-Loup Philippe - Littérature en regard - Éditions AkR.
- Lumières d'étoiles - Jean-Loup Philippe - Éditions AkR.
- Translucides livre d'artiste - Jean-Loup Philippe avec Claude Bellegarde.
- L'escargocise livre d'artiste - Jean-Loup Philippe avec Isabelle Echarri.
- Blanc livre d'artiste - Jean-Loup Philippe avec Isabelle Echarri.
- La papillonnesque livre d'artiste - Jean-Loup Philippe avec Wanda Mihuleac.